# میرویس بلخی
محمد میرویس بلخی (زادهٔ ۲۳ دی ۱۳۶۱_ ولسوالی خلم، ولایت بلخ) تحلیل‌گر، سیاستمدار افغانستانی و وزیر وزارت معارف افغانستان در "دولت وحدت ملی" به ریاست جمهوری محمد اشرف غنی بود. وی در تاریخ ۴ فروردین ۱۳۹۷ به عنوان وزیر وزارتخانهٔ معارف افغانستان منسوب شد. این سمت اکنون در اختیار شیخ مولوی نورالله(منیر) از گروه طالبان است.

## زندگی‌نامه
محمد میرویس بلخی زادهٔ ۲۳ دی ۱۳۶۱ از شهرستان خلم (تاشقرغان) از توابع ولایت بلخ است. وی در سال ۱۳۸۲، دورهٔ دبیرستان خود را به اتمام رساند و پس از آن برای ادامه تحصیلات به هندوستان رفت و توانست در سال ۱۳۸۶ مدرک لیسانس خود را در رشتهٔ علوم سیاسی کسب کند. وی در سال ۱۳۸۸، مدرک فوق‌لیسانس خود را در رشتهٔ روابط بین‌الملل از دانشگاه "جواهر لعل نهرو" دهلی نو و مدرک دکترای خود را نیز در رشتهٔ روابط بین‌الملل از همین دانشگاه کسب کرد و در سال ۱۳۹۲ به افغانستان بازگشت. میرویس بلخی با برگشت به افغانستان به عنوان استاد دانشگاه آمریکایی افغانستان AUAF در بخش علوم سیاسی و مدیریت آغاز به تدریس کرد. او همچنان به عنوان استاد مهمان در دورهٔ ماستری روابط بین‌الملل در دانشگاه کابل و دانشگاه‌های خصوصی افغانستان و رنا تدریس کرده‌است. بلخی ازدواج کرده و دارای سه فرزند به نام‌ های احمد‌آرسین، محمد‌علی و کسرا است. 

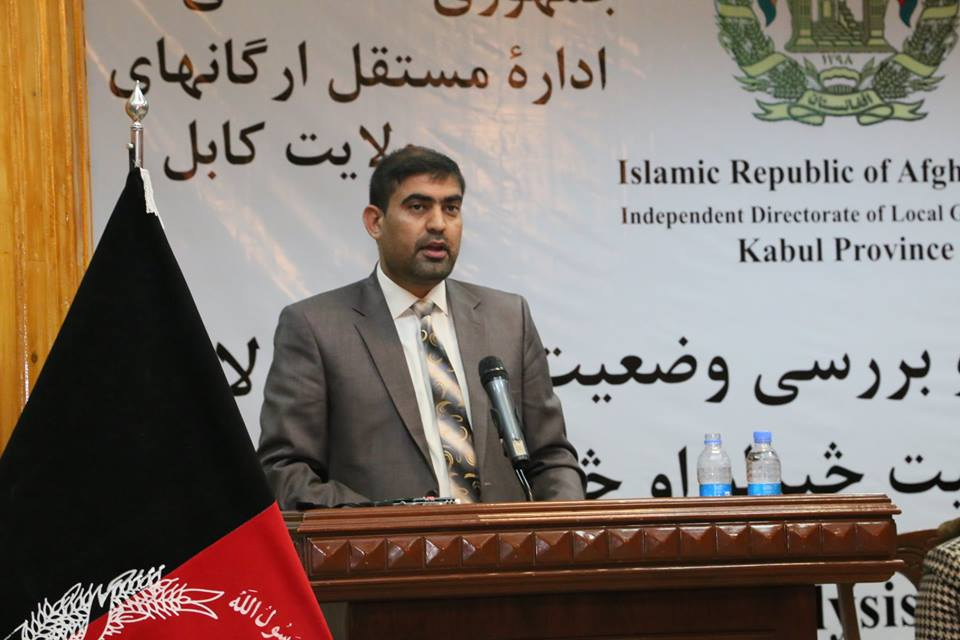

### وظایف دولتی
میرویس بلخی، فعالیت اداری و رسمی خود را به عنوان مسئول بخش "مطالعات خاورمیانه و شمال آفریقا" در مرکز مطالعات وزارت امور خارجهٔ افغانستان آغاز کرد. او در همان زمان به عنوان سردبیر «فصلنامهٔ مطالعات استراتژیک» وزارت امور خارجه ایفای نقش کرد. بلخی در وزارت خارجهٔ افغانستان همچنان در سمت‌های معاون ریاست اول سیاسی بخش جنوب آسیا و معاون و کاردار سفارت افغانستان در هند کار کرده‌است. بلخی معاون سیاسی روابط سیاسی وزارت امور خارجهٔ افغانستان نیز بوده‌است. او مدیر مسئول فصلنامهٔ «دیپلماسی و روابط بین‌الملل» در دانشگاه افغانستان_کابل است. محمد میرویس بلخی در سال ۱۳۹۸، یکی از اعضای گروه مذاکره‌کنندهٔ دولت افغانستان با طالبان بود که او را رئیس‌جمهور محمد اشرف غنی معرفی کرد.

## وزارت معارف افغانستان
میرویس بلخی در سال ۱۳۹۷ از طرف محمد اشرف غنی به وزارت معارف افغانستان گماشته شد و فعالیت خود را در ۴ فروردین ۱۳۹۷ آغاز کرد. او با آغاز کار در وزارت معارف فعالیت‌های گسترده‌ای را در این وزارت شروع کرد که این فعالیت‌ها براساس پیشنهاد ارایه شده به رئیس‌جمهوری "دولت وحدت ملی" زیر عنوان «اصلاحات عناصر شش‌گانهٔ معارف» است.
عمده‌ترین فعالیت‌های بلخی در معارف افغانستان عبارت‌اند از:
- اعلان دههٔ معارف افغانستان از ۱۳۹۷ تا ۱۴۰۹.[۵]
- آغاز اصلاحات بنیادین برنامهٔ درسی (نصاب تعلمی).
- استخدام معلمان از طریق کنکور رقابتی معلمین.[۶]
- احیای صندوق قرضهٔ معلم.
- ارایهٔ طرح شهرک معلمین قابل استطاعت.
- چاپ ۴۹٫۲ میلیون جلد کتاب درسی.
- آغاز کار اصلاحات ساختاری وزارت معارف.

طرح اصلاحات دهه معارف میرویس بلخی در میان مردم افغانستان و رسانه های افغانستان شهرت پیدا کرد.

## آثار
میرویس بلخی آثاری علمی و مقالاتی را نیز به زبان‌های فارسی و انگلیسی در داخل و خارج افغانستان به دست نشر سپرده‌است. کتاب های او شامل: 
- کتاب «سیاست خارجی عربستان سعودی در قبال افغانستان»،[۹]
- کتاب «ملت سازی آمریکایی: مقایسه عراق و افغانستان»
- کتاب «افغانستان و منطقه: از چشم‌انداز غرب آسیا»
- کتاب «مبانی مطالعات منطقه در روابط بین‌الملل»
- کتاب «بلخی های هند»
- کتاب «تاریخ خاندان هرثمه بلخی»
- کتاب «افغانستان بعد از ۲۰۱۴»
- کتاب «نقدی بر همگرایی منطقه‌ای»
- رساله «مکتبِ بلخ»